# 조영하
조영하(趙寧夏, 1845년 6월 ~ 1884년 12월 5일)는 조선의 문신, 무신, 척신, 정치인, 시인이다. 자(字)는 기삼(箕三)이고 호(號)는 혜인(惠人)이다.

## 생애
본관은 풍양(豐壤)으로 신정황후 조씨의 친정 5촌 조카이며 조성하(趙成夏)는 동갑의 6촌 형이다.
사대당의 중요 인물이며, 6촌 형 조성하와 함께 철종 때 불우한 처지에 있던 흥선대원군(興宣大院君)을 만나 교분을 쌓았으며, 흥선대원군과 5촌 종고모 조대비를 연결시키는 가교 역할을 하였다. 철종 때인 1863년 정시 문과에 병과15 등위로 급제하였다. 규장각 대교(待敎)를 지냈다. 조대비의 총애를 받아 1865년 대사성으로 특진하였다. 1873년 호조판서로 있을 때, 민승호 등 민씨 일족과 최익현(崔益鉉) 등 일부 산림과도 결탁하여 흥선대원군의 실정을 탄핵하여 흥선대원군의 실각과, 궐내 대원군 세력의 추방에 앞장섰다.
이 해 고종의 친정(親政)이 선포되면서 대원군이 실각하자 포도대장·훈련대장 등을 지냈다. 1875년 금위대장(禁衛大將)이 되고, 훈련대장을 거쳐 1876년 지경연사, 공조판서 등을 지냈다. 1880년 이조판서가 되고, 그 뒤 병조판서 등 요직을 지내면서 사대당(事大黨)의 실력자가 되었다.
1882년 전권대관으로 일본의 하나부사 요시모토를 접견하였으며, 전권대신이 되어 한미·한영·한독 수호 조약을 각각 체결하였다. 이 해 임오군란으로 흥선대원군이 집권하자, 청에 가서 병사를 요청함으로써 임오군란의 주동자를 색출하였으며, 또한 대원군을 청으로 납치하게 하였다. 그리하여 민씨 세력이 다시 정권을 잡게 되었다. 이 해 다시 진주사로 청에 가서 외교 담당 고문으로 독일인 묄렌도르프를 초빙, 입국하게 하였다.

### 말년
1883년 음력 3월 17일 홍문관 제학이 되었고, 판리통리아문사무(辦理統理衙門事務), 독판통상사무(督辦通商事務), 도통사(都統使) 등을 거쳐 예조판서에 부임되었으나, 이듬해 갑신정변 때 살해되었다.

## 가족 관계
- 고조부 : 조돈(趙暾) - 양고조부 조엄(趙曮)의 형
  - 증조부 : 조진완(趙鎭完)
    - 조부 : 조민영(趙敏永) - 조병석의 생부
    - 양조부 : 조장영(趙章永) - 조민영의 큰형이며 조병석의 양부.
      - 생부 : 조병석(趙秉錫)
        - 형님 : 조강하(趙康夏)
        - 아우 : 조창하(趙昌夏) - 숙부 조병탁(趙秉鐸)의 양자가 됨.

- 양고조부 : 조엄(趙曮)
  - 양증조부 : 조진관(趙鎭寬)
    - 양조부 : 조인영(趙寅永)
      - 양부 : 조병기(趙秉夔) - 조만영(趙萬永)의 차자

- 처 : 용인 이씨 이교현(李敎鉉)의 딸 증 정경부인
- 처 : 전주 이씨 이해석(李海錫)의 딸 정경부인 이정숙(李貞淑)
  - 자 : 조동윤(趙東潤)